# Io sono un evaso
Io sono un evaso (I Am a Fugitive from a Chain Gang) è un film del 1932 diretto da Mervyn LeRoy.

## Trama
Reduce dal fronte francese, dopo la prima guerra mondiale, James Allen fatica a riadattarsi al lavoro di contabile in una manifattura di scarpe. Aspira a mettere a frutto le conoscenze ingegneristiche acquisite nel Genio militare. Nell'infruttuosa ricerca di un'opportunità, percorre in lungo e in largo gli Stati Uniti, riducendosi a vivere di espedienti e lavoretti. In una città del Sud, un improvvisato compagno, pistola alla mano, lo costringe a prendere parte ad una rapina in una tavola calda, prelevando il denaro dalla cassa. Subito acciuffato, è condannato a dieci anni di lavori forzati in una colonia penale. Le inumane condizioni di vita e lavoro, le crudeltà del personale di sorveglianza, lo spingono a progettare un piano di evasione che, con l'aiuto di due compagni, il vecchio "Bomber" ed un forzuto uomo di colore, che gli allenta le catene a colpi di mazza, riesce a condurre a buon termine.
Fuggito a Chicago, trova lavoro, sotto falso nome, in un'impresa di costruzioni, in cui, con severa applicazione, lavorando di giorno e studiando di notte, raggiunge ben presto un posto di vertice. Ma il passato è in agguato. Marie, presso la quale è a pigione e con la quale intrattiene una relazione di amicizia, apprende della sua condizione di evaso dalla lettura di una lettera del fratello Robert e, con la minaccia di denunciarlo, lo costringe al matrimonio. La convivenza con la moglie, dissoluta e spendacciona, si rivela difficile e quando James, che nel frattempo ha conosciuto l'avvenente Helen, le chiede il divorzio, Marie mette in atto la sua minaccia.
L'arresto di James diviene un caso pubblico. Anche alla luce di alcune interviste, in cui egli ha descritto le bestiali condizioni dei campi di prigionia in Georgia, la stampa si schiera contro l'estradizione di un membro autorevole della comunità, che si è completamente riabilitato. Anche le autorità dell'Illinois sembrano poco propense a concedere l'estradizione. Tuttavia, per sanare le sue pendenze, James acconsente ad un accordo sulla parola, in base al quale, dopo una detenzione pro-forma in un qualche ufficio dello stato della Georgia, gli sarà concessa la libertà definitiva. Ma le autorità di quello stato sono assetate di vendetta, per la pessima reputazione ottenuta con le rivelazioni di Allen. I tre mesi - di dura detenzione - divengono un anno; poi il termine viene protratto a data da definirsi, nonostante il comportamento esemplare del detenuto.
Impossessatosi di un camion, egli riesce nuovamente a fuggire. Con lui si viene a trovare il vecchio "Bomber" che viene, però, colpito a morte. Un anno dopo (siamo nel 1932), mentre la stampa si interroga sulla sua sorte, si accosta nella notte ad Helen. Si parlano un po'; poi, al momento del commiato, la donna gli chiede: "Dimmi almeno come vivi". "Rubo" è la straziata risposta di James, prima di sparire nel buio.

## Produzione
La Warner Bros., la major che più avrebbe sfruttato il tema negli anni trenta, scritturò per la sceneggiatura di questo film carcerario, uno dei capostipiti del genere (assieme a The Big House di George W. Hill e Codice penale di Howard Hawks), l'autore del racconto autobiografico da cui doveva essere tratta. All'epoca, Robert E. Burns era ancora latitante. Sarebbe stato arrestato all'uscita dalla prima del film, anche se per essere rilasciato poco dopo - e per altri tredici anni non avrebbe comunque potuto fare ritorno in Georgia..
Mervyn LeRoy al suo esordio con la Warner, dopo aver lavorato alla First National, ottenne la regia a seguito del rifiuto di Roy Del Ruth, influenzato dalla pesante diffidenza ambientale che circondò il film, uno dei primi a denunciare la violenza e l'inutilità del sistema carcerario del paese.

## Riconoscimenti
- 1934 - Premio Oscar
  - Candidatura Miglior film alla Warner Bros.
  - Candidatura Miglior attore protagonista a Paul Muni
  - Candidatura Miglior sonoro a Nathan Levinson
- 1932 - National Board of Review Award
  - Miglior film

Nel 1991 è stato scelto per la conservazione nel National Film Registry della Biblioteca del Congresso degli Stati Uniti.